# Szung Huj-cung kínai császár
Szung Huj-cung (1082. június 7. – 1135. június 4.) kínai császár 1100-tól 1126-ig. Leginkább művészetpártolóként, festőként, és kalligráfusként ismert.

## Élete
I. Sen Cung fiaként született, és bátyja, Cse Cung halála után jutott a trónra. Uralkodása romlásba vitte az egész Északi Szung-dinasztiát. Udvarában a taoizmust támogatta, és a művészeteken kívül az élvezetekben, és egy új pompás palotakert létrehozásában keresett vigaszt és szórakozást. Idejét színes kövek, ritka növények, és egzotikus állatok gyűjtésével töltötte, az államügyek vezetését azonban másokra hagyta. Eunuch kegyencei példátlan hatalomra tettek szert az államigazgatásban. A északon terjeszkedő Liao Birodalom fenyegetésének árnyékában a császár szövetséget kötött a mandzsúriai dzsürcsi törzsekkel, amely a Liao felett aratott győzelemmel végződött. Ezután azonban a dzsürcsik jelentették a fő veszedelmet a Szung-dinasztia számára.
1126-ban Huj Cung lemondott a trónról fia, Csin Cung javára. 1127-ben a benyomuló dzsürcsik véget vetettek az Északi Szungok uralmának, és elfoglalták a fővárost, Kajfenget. Huj Cungot fiával, a császárral együtt elfogták, és Mandzsúriába szállították. Huj Cung ott is halt meg 1135-ben.

## Műpártolása
A császár az államügyek intézése elől a művészetbe és az irodalomba menekült. A Császári Festőakadémiához tartozó festőket arra ösztökélte, hogy a tárgyakat "eredeti színükben és formájukban" öröksítsék meg. Saját madár- és virágképeit is a részletgazdagság, a pontos színezés és a tökéletes kompozíció jellemezte. Kalligráfusként is nevezetes, mint elegáns, "karcsú aranyvonal"-nak elnevezett stílus megalkotója. Ő támogatta annak a Hsüan-ho hua p'u (A császár festménykatalógusa) nevű hatalmas katalógusnak az összeállítását, amely a császári udvarban a 3. századtól a saját uralkodásáig összegyült festmények leírását, valamint alkotóik életrajzát tartalmazza.

## Lásd még
- A Szung-dinasztia családfája

| Előző uralkodó: Cse Cung | Kínai császár 1100 – 1126 | Következő uralkodó: Csin Cung |